# 同流合烏
《同流合烏》是雲翔導演的第六部作品。以日本作家三島由紀夫《假面的告白》等作品元素置入該部電影劇情。

## 主要演員
| 演員   | 角色                 |
| ------ | -------------------- |
| 賀飛   | 高勁軒               |
| 周峻陞 | 明鏡台/明哥          |
| 王雨泓 | 龍祖兒（高勁軒女友） |
| 錢靖雯 | 詩韻                 |
| 鄭啟泰 | 父親                 |
| 鄧達智 | 法官                 |
| 王喜   | 辯方律師             |
| 王賢誌 | 控方律師             |

## 拍攝
因男主角賀飛在該片的演技受到雲翔導演肯定，而請他擔任下一部新片《三十立》的男主角。

## 爭議
飾演高勁軒的男主角賀飛，在戲中有約1分27秒遠鏡頭的全程沒中斷、全身全裸的床上自慰至射精鏡頭（香港、日本上映時畫面經過噴霧處理，台灣則是全見版未刪減），尺度之大。因主角緊張關係，鏡頭雖然只有1分27秒，但賀飛花了2小時才完成拍攝。
在電影中，高勁軒因未滿21歲，與明鏡台被控非法肛交，但早在2005年香港已將同性合法肛交年齡下降至16歲（見梁TC威廉·羅伊訴律政司司長案）。

## 電影歌曲
| 曲別   | 歌名           | 演唱者 | 作詞   | 作曲   |
| 主題曲 | 多想找到一個人 | 馬浚偉 | 張美賢 | 倫永亮 |

## 外部連結
- 同流合烏的Facebook專頁
- 開眼電影網上《同流合烏》的資料（繁體中文）
- 爛番茄上《同流合烏》的資料（英文）
- 互联网电影数据库（IMDb）上《同流合烏》的资料（英文）